# 三好市立池田第一中学校
三好市立 池田第一中学校（みよししりつ いけだだいいちちゅうがっこう）は、徳島県三好市にあった公立中学校。
2009年（平成21年）3月31日をもって閉校し三好市立池田中学校と統合した。

## 基礎データ
所在地
- 〒778-5251 徳島県三好市池田町白地本名888

交通機関
- 四国交通バス三好橋下車徒歩約10分。

## 沿革
- 1970年 三縄中学校・佐馬地中学校・出合中学校の各中学校と影野分校を統合し池田第一中学校となる。
- 1984年 藍青賞受賞。
- 2009年 三好市立池田中学校と統合し閉校。

## 校訓
- 志高
- 至誠

## 校歌

### 池田第一中学校
- 作詞 吉岡浅一 ／ 作曲 近藤良三

## 部活動
閉校時に存在した部活動一覧。
- ブラスバンド
- 剣道
- バレーボール
- バスケットボール
- ソフトテニス
- 野球
- 卓球

## 関連学校
- 三好市立川崎小学校
- 三好市立白地小学校
- 三好市立馬路小学校
- 三好市立三縄小学校
- 三好市立池田中学校